# LazyTown
LazyTown (isländska: Latibær) är ett engelskspråkigt isländskt barnprogram riktat till yngre barn, som finns dubbat på flera språk. Programmet handlar om Stephanie som bor i staden LazyTown med sina vänner Trixie, Pixel, Stingy och Ziggy, samt Sportacus. De måste rädda LazyTown från Robbie Rutten som alltid vill göra livet surt för invånarna i LazyTown.
Programmet har visats i Sverige på TV4, Playhouse Disney och Boomerang (Cartoonito).
Julianna Rose Mauriello (Stephanie) var 13 år när LazyTown började spelas in men efter 2 säsonger byttes hon ut på grund av sin ålder.
Programmet "LazyTown" spelades in mellan 2004 och 2014.
En av seriens sånger heter "We Are Number One".

## Rollista
| Karaktärer      | Originalskådespelare                                             | Svenska röster     |
| --------------- | ---------------------------------------------------------------- | ------------------ |
| Stephanie       | Julianna Rose Mauriello                                          | Simona Holmström   |
| Sportacus       | Magnús Scheving                                                  | Michael Blomqvist  |
| Robbie Rutten   | Stefán Karl Stefánsson                                           | Niclas Ekholm      |
| Ziggy           | Guðmundur Þór Kárason                                            | Gabriel Odenhammar |
| Stingy          | Jodi Eichelberger                                                | Nick Atkinson      |
| Pixel           | Kobie Powell                                                     | Anton Mencin       |
| Trixie          | Sarah Burgess                                                    | Nina Gunnarsdotter |
| Borgmästern     | David Matthew Feldman                                            | Anders Öjebo       |
| Nora Nyfiken    | Julie Westwood                                                   | Gunilla Orvelius   |
| Lilla Sportacus | Davíd Kristján Ólafsson (ung), Þórdís Elva Þorvaldsdóttir (röst) | Hannes Edenroth    |